# Emilian Kowcz
Emilian Kowcz (ukr. Омелян Ковч, ur. 20 sierpnia 1884 w Kosmaczu, zm. 25 marca 1944 na Majdanku) – ukraiński duchowny greckokatolicki, błogosławiony Kościoła katolickiego.
Był proboszczem w Przemyślanach koło Lwowa. W latach 1919–1921 pełnił funkcję kapelana przy Armii Halickiej, walczącej o niepodległość Ukrainy.
Wypowiadał się za pokojowym współistnieniem Polaków, Ukraińców i Żydów. Po wybuchu II wojny światowej działał na rzecz prześladowanych różnych narodowości, m.in. udzielał chrztu Żydom. W 1942 roku aresztowany przez Niemców, trafił do niemieckiego obozu koncentracyjnego na Majdanku, gdzie prowadził działalność duszpasterską (nazywany „proboszczem Majdanka”). Zmarł w obozie.
27 czerwca 2001 roku we Lwowie został ogłoszony błogosławionym przez Jana Pawła II w grupie 27 nowomęczenników greckokatolickich.

## Upamiętnienia
W Lublinie w 2003 roku nazwę bł. ks. E. Kowcza nadano rondu na skrzyżowaniu al. Armii Krajowej z ul. Jana Pawła II. W październiku 2021 roku oficjalnie odsłonięto i poświęcono pomnik bł. Emiliana.